# Bílé Podolí
Městys Bílé Podolí (německy Weiss Podol) se nachází v okrese Kutná Hora, kraj Středočeský, zhruba 8 km severovýchodně od Čáslavi. Žije zde 594 obyvatel. Protéká tudy potok Čertovka, který je pravostranným přítokem řeky Doubravy.

## Historie
První písemná zmínka o vesnici pochází z roku 1307. Bílé Podolí bylo povýšeno na městečko roku 1687. Od 23. ledna 2007 byl obci vrácen status městyse.

### Územněsprávní začlenění
Dějiny územněsprávního začleňování zahrnují období od roku 1850 do současnosti. V chronologickém přehledu je uvedena územně administrativní příslušnost městyse v roce, kdy ke změně došlo:
- 1850 země česká, kraj Pardubice, politický okres Kutná Hora, soudní okres Čáslav[6]
- 1855 země česká, kraj Čáslav, soudní okres Čáslav
- 1868 země česká, politický i soudní okres Čáslav
- 1939 země česká, Oberlandrat Kolín, politický i soudní okres Čáslav[7]
- 1942 země česká, Oberlandrat Praha, politický i soudní okres Čáslav[8]
- 1945 země česká, správní i soudní okres Čáslav[9]
- 1949 Pardubický kraj, okres Čáslav[10]
- 1960 Středočeský kraj, okres Kutná Hora
- 2003 Středočeský kraj, obec s rozšířenou působností Čáslav

## Části městyse
- Bílé Podolí
- Lovčice
- Zaříčany

V letech 1961–1990 k městysi patřily i Semtěš a Starkoč.

## Společnost
V obci Bílé Podolí (přísl. Brambory, 764 obyvatel, poštovní úřad, telegrafní úřad, telefonní úřad, katol. kostel) byly v roce 1932 evidovány tyto živnosti a obchody: holič, 4 hostince, klempíř, kolář, 2 kováři, 2 krejčí, obchod s uhlím, obuvník, pekař, pokrývač, porodní asistentka, 2 rolníci, 2 řezníci, sedlář, 5 obchodů se smíšeným zbožím, spořitelní a záložní spolek pro Bílé Podolí, studnař, 2 trafiky, truhlář.

## Doprava
Dopravní síť
- Pozemní komunikace – Do městyse vedou silnice III. třídy. Ve vzdálenosti tří kilometrů vede silnice I/17 Čáslav – Chrudim – Zámrsk.
- Železnice – Železniční trať ani stanice na území městyse nejsou.

Veřejná doprava 2011
- Autobusová doprava – Z městyse vedly autobusové linky např. do těchto cílů : Čáslav, Hradec Králové, Kolín, Kutná Hora, Pardubice, Přelouč, Třemošnice (dopravce Veolia Transport Východní Čechy). V zastávce Lovčice,rozcestí stavěla dálková autobusová linka Chrudim – Čáslav – Kutná Hora – Kolín – Praha (v pracovních dnech čtyři spoje) (dopravce Veolia Transport Východní Čechy).

## Pamětihodnosti
- Kostel svatého Václava
- Venkovský dům čp. 123

## Rodáci
- Rudolf Ryšán (1890–1949), architekt